# Navette fluviale de Budapest
La navette fluviale de Budapest dessert l'agglomération de Budapest. Elle est exploitée par la société publique Budapesti Közlekedési Zrt..